# Kaliwlingi
Kaliwlingi is een bestuurslaag in het regentschap Brebes van de provincie Midden-Java, Indonesië. Kaliwlingi telt 6248 inwoners (volkstelling 2010).